# Lac des Bariousses
Le lac des Bariousses est un lac artificiel français situé en région Nouvelle-Aquitaine dans le département de la Corrèze, sur les communes de Treignac, Saint-Hilaire-les-Courbes et Lestards. Il est alimenté par la Vézère.
Il accueille une base de loisirs sur sa rive droite.

## Géographie
Dans le parc naturel régional de Millevaches en Limousin, dans la moitié nord du département de la Corrèze, le lac des Bariousses s'étend sur 101 hectares. Son nom est lié au lieu-dit les Bariousses, situé en rive droite, au niveau du barrage de Treignac.
À une altitude de 513 mètres NGF, le lac est partagé entre trois communes : Treignac principalement, Saint-Hilaire-les-Courbes sur environ trente hectares, et Lestards pour une mince bande longue de 250 mètres à l'extrémité amont du lac. Le volume d'eau stocké représente 7,5 hm3 pour un bassin versant de 231 km2. Il est long de 3,2 km pour une largeur moyenne de 200 à 300 mètres. Sa profondeur maximale est de 20 mètres.
En dehors de la Vézère, il est alimenté par quelques ruisseaux mais également par l'eau de la retenue du barrage de Monceaux la Virolle (ou barrage de Viam), après qu'elle a permis la production hydroélectrique à l'usine de Monceaux, située en rive gauche de la Vézère, juste en amont du lac des Bariousses.

## Historique
Le lac artificiel des Bariousses s'est créé consécutivement à la mise en service en janvier 1952 du barrage de Treignac. Il permet la production d'hydroélectricité par la centrale de Chingeat située au bord de la Vézère sept kilomètres en aval du barrage. Sa mise en eau a généré l'île de Puy du Merle.

## Environnement
Le lac et le barrage se situent dans le parc naturel régional de Millevaches en Limousin et font partie de la réserve de biosphère du bassin de la Dordogne. Le sentier de grande randonnée 440B (GR 440B) passe en contrebas du barrage de Treignac puis longe la rive orientale du lac des Bariousses.
La population piscicole du lac est notamment représentée par des brèmes, brochets, carpes, chevesnes, gardons, perches, sandres, silures et tanches.
Parmi les espèces animales qui peuvent être observées sur le lac ou ses rives figurent le caloptéryx vierge, le héron cendré, la libellule déprimée, le martin-pêcheur.

## Photothèque

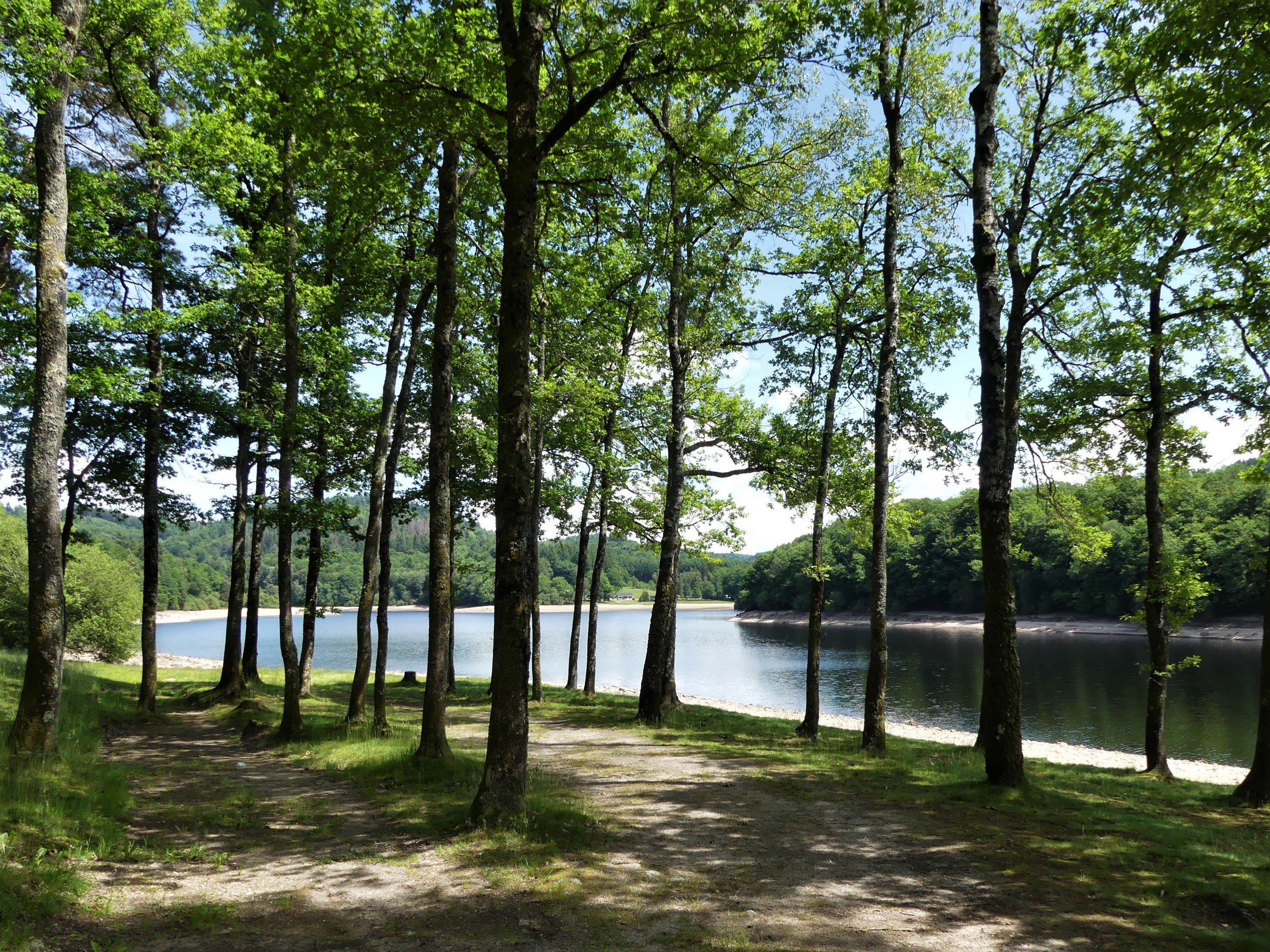
Le lac vu de la rive droite.
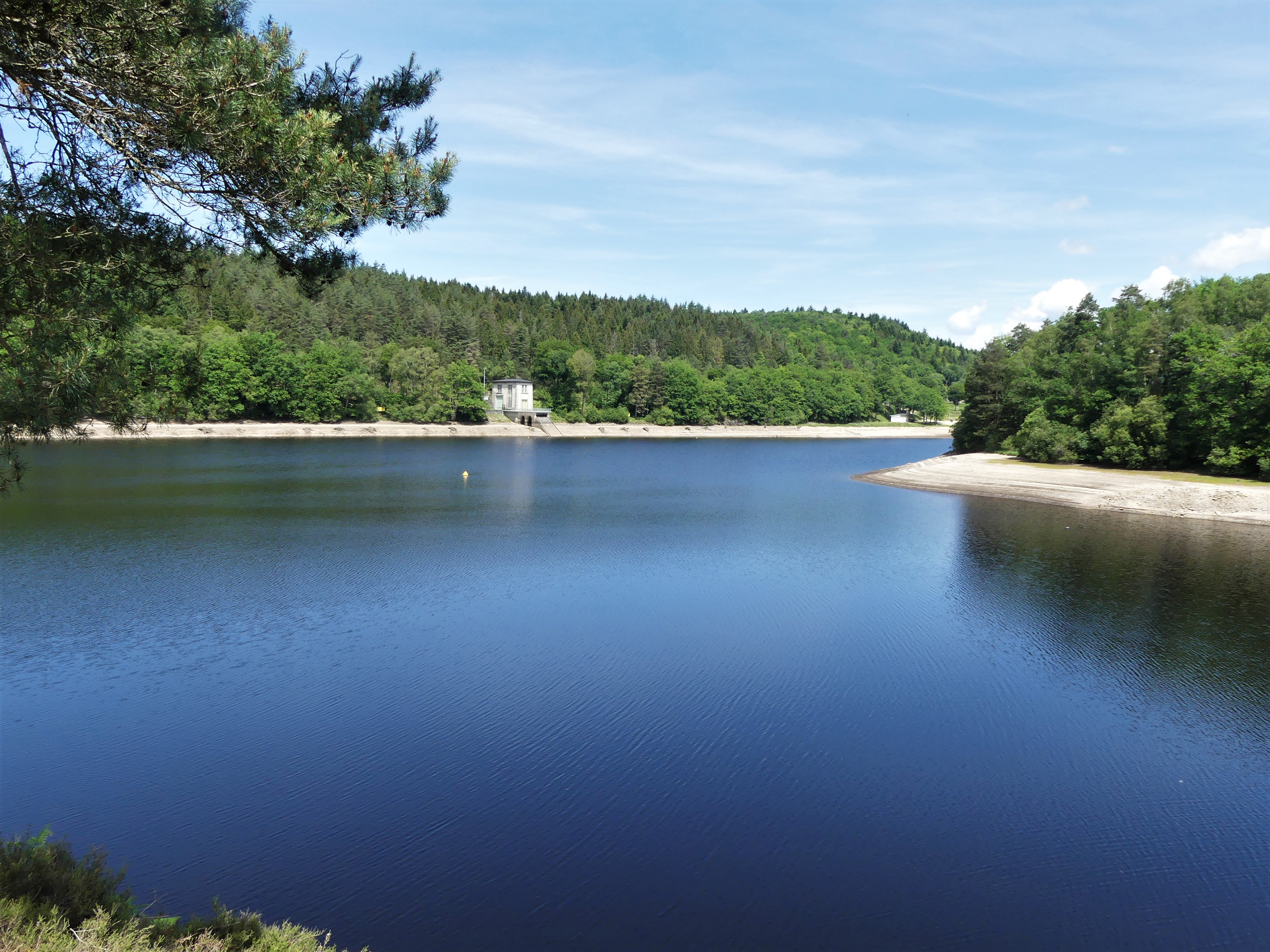
Le lac vu depuis le barrage.
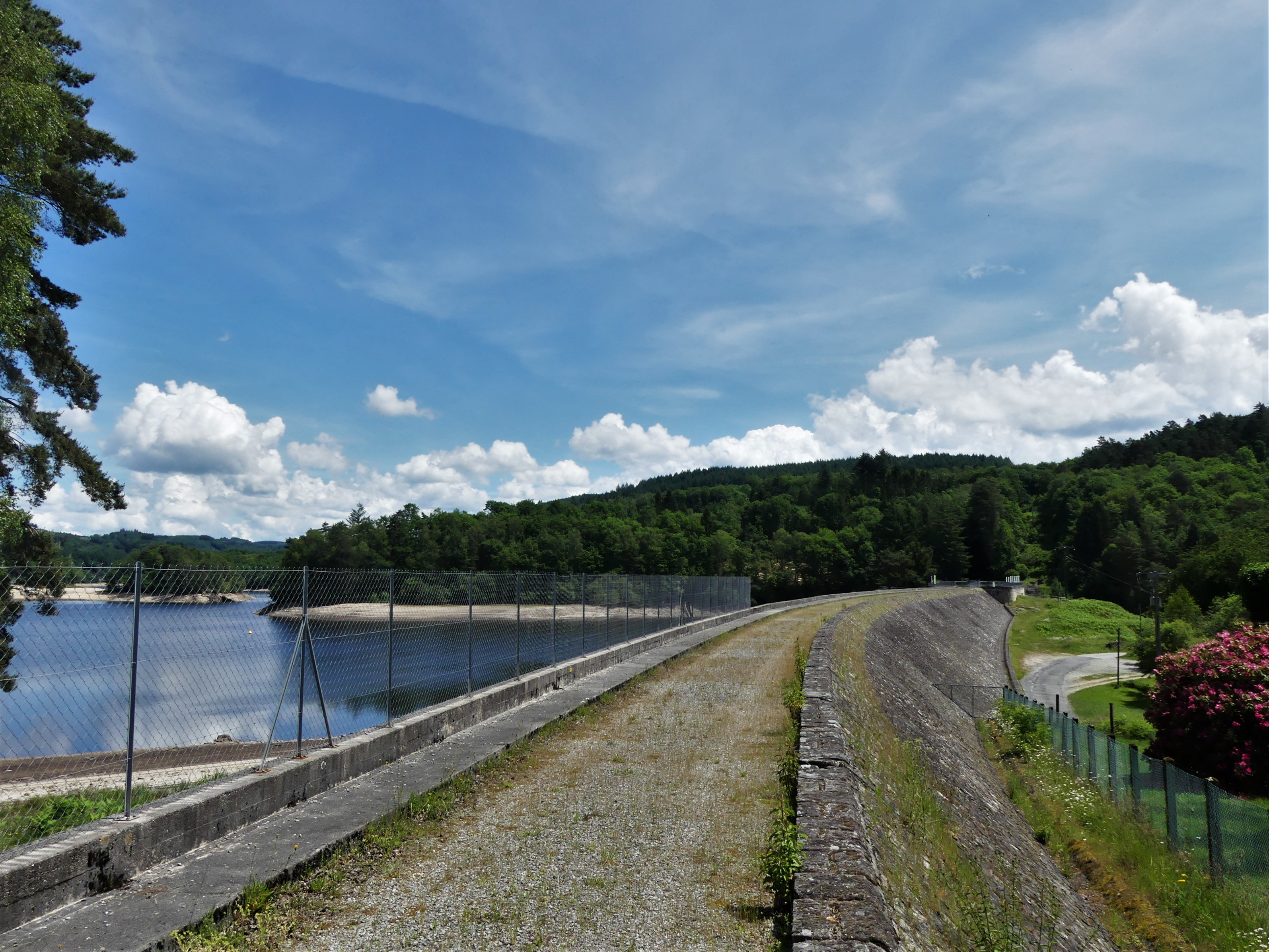
La digue.
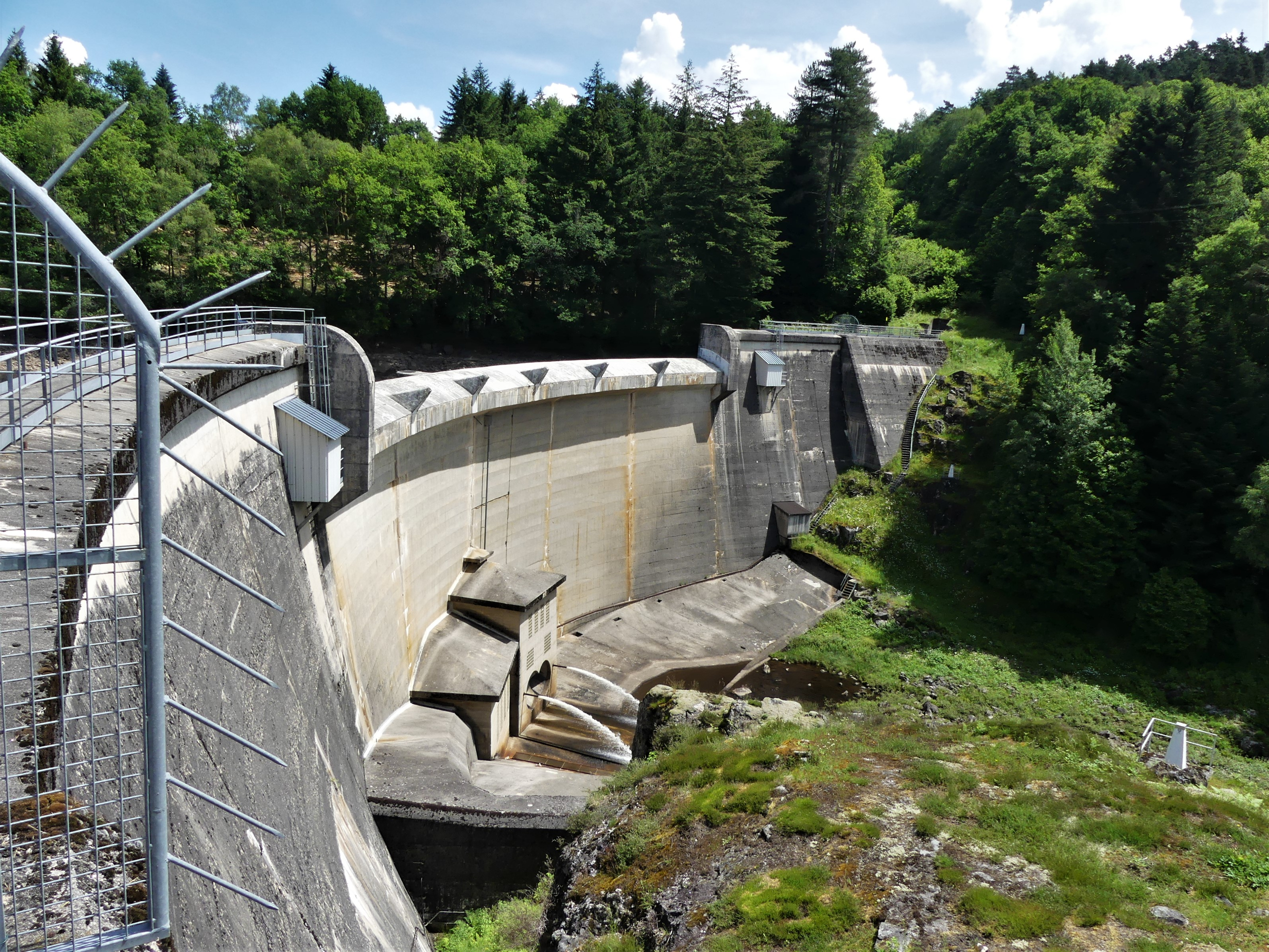
Le barrage.